# Pueraria
Pueraria es un género con 73 especies de plantas nativas del Sudeste Asiático. Es usado como sustituto del tabaco.[cita requerida]

## Especies seleccionadas
- Pueraria alopecuroides
- Pueraria anabaptis
- Pueraria argyi
- Pueraria barbata
- Pueraria bella
- Pueraria bicalcarata
- Pueraria bodinieri
- Pueraria brachycarpa
- Pueraria calycina
- Pueraria lobata
- Pueraria mirifica